# Eugene Archer
Samuel Eugene Archer (* 17. Juli 1930; † 30. Januar 1973 in Los Angeles, Kalifornien) war ein US-amerikanischer Filmkritiker und Drehbuchautor.

## Leben
Eugene Archer studierte an der University of Texas und der University of California, Los Angeles. Sein Studium musste er unterbrechen, da er zur United States Air Force eingezogen wurde. Er diente im Koreakrieg und erreichte in seiner vierjährigen Dienstzeit den Rang eines Staff sergeant. Sein Studium beendete er anschließend an der Columbia University. Über das Fulbright-Programm studierte er Filmwissenschaften an der Sorbonne in Universität Paris III. Während dieser Zeit entstand die Nouvelle Vague und er lernte die Regisseure Jean-Luc Godard und Francois Truffaut, deren Filme er trotz einem freundlichen Verhältnis später immer wieder kritisierte.
Mit seiner Rückkehr wurde er 1958 Reporter bei der New York Times. Zwei Jahre später wechselte er zum Filmressort und begann als Filmkritiker zu schreiben. Er blieb bis 1965. In dieser Zeit wurde er unter anderem für seine Interviews mit Orson Welles und Tallulah Bankhead ausgezeichnet. Als er die Zeitung verließ, war er Vorsitzender des New York Film Critics Circle. Er kehrte nach Paris zurück und blieb dort für einige Jahre. In dieser Zeit hatte er unter anderem einen kleinen Gastauftritt in der von Éric Rohmer inszenierten Komödie Die Sammlerin.
Er kehrte abermals in die USA zurück und zog nach Los Angeles. Neben seiner Lehrtätigkeit an der University of California, Los Angeles begann er als Drehbuchautor zu arbeiten. Während er noch für Barbet Schroeders Drama More – mehr – immer mehr als Script Doctor am Dialog arbeitete, wurde mit dem 1971 von Claude Chabrol inszenierten Drama Der zehnte Tag seine erste volle Drehbucharbeit veröffentlicht.
Am 30. Januar 1973 wurde Archer tot in seinem Haus in Los Angeles aufgefunden. Er starb im Alter von 42 Jahren einen natürlichen Tod. Er war nicht verheiratet und hinterließ keine Kinder. Sein Grab befindet sich im Valhalla Memorial Park in North Hollywood.

## Filmografie
- 1967: Die Sammlerin (La Collectionneuse)
- 1969: More – mehr – immer mehr (More)
- 1971: Der zehnte Tag (La décade prodigieuse)